# Samuel Point
Samuel Point är en udde i Antarktis. Den ligger i Sydshetlandsöarna. Argentina, Chile och Storbritannien gör anspråk på området.
Terrängen inåt land är varierad. Havet är nära Samuel Point åt sydost. Trakten är glest befolkad. Närmaste befolkade plats är forskningsstationen St. Kliment Ohridski, 14,5 kilometer nordväst om Samuel Point. 